# سويقة (فطر)

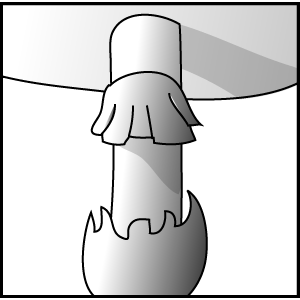
رسم تخطيطي لسويقة فطر مع الحلقة و غشاء الفطر

السُّوَيْقَة في الفطر هي ما يحمل قبعة الفطر وتشبه ساق النبات وجذع الأشجار من ناحية الوظيفة. تتكون السويقة من نسيج خيطي معقم مثلها مثل جميع أنسج الفطر، بخلاف الغُشيّ. قد يمتد نسيج الغُشِيّ الخصب إلى السويقة.

## معرِض الصور
|  |  |  |  |  |  |

|  |  |  |  |  |  |